# ویکتوریا برژنوا
ویکتوریا (نام دنیسووا ) (روسی: Викто́рия Петро́вна Бре́жнева ؛ ۱۱ دسامبر ۱۹۰۸ – ۵ ژوئیه ۱۹۹۵) همسر سیاستمدار و دبیر کل، لئونید برژنف بود. او مادر یوری برژنف و گالینا برژنف بود.

## زندگینامه
وی در سال ۱۹۰۸ در بلگورود با نام ویکتوریا پتروونا دنیسوا (Дени́сова) متولد شد.  رابرت سرویس ادعا می کند که او از نژاد یهودیان است. اما در این مورد اختلاف وجود دارد. وی در سال ۱۹۲۶ با لئونید برژنف آشنا شد و در سال ۱۹۲۸ با یکدیگر ازدواج کردند. در همان سال ویکتوریا اولین فرزندشان، گالینا را به دنیا آورد. پنج سال بعد، فرزند دوم آنها، یوری به دنیا آمد.  رابطه ویکتوریا با برژنف "به سبک قدیمی" و رابطه ای "بدون اغراق [می توان] ملایم نامید" توصیف شد. 

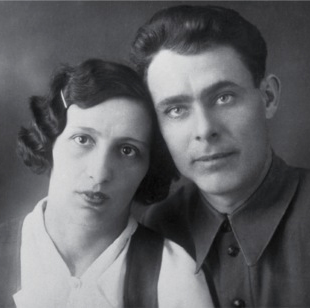
لئونید و ویکتوریا برژنف دو زوج جوان، ۱۹۲۶.

طبق خاطرات نزدیکان برژنف، ویکتوریا دیدگاه مادی گرایانه برژنف را تشویق می‌کرد.  در زمان دبیر کلی برژنف، ویکتوریا جلب توجه عمومی را دوست نداشت.  آخرین حضور او در جمع در مراسم تشییع جنازه برژنف در سال ۱۹۸۲ بود.  به دنبال مرگ برژنف، ویکتوریا ۱۳ سال دیگر زندگی کرد و پس از چندین سال مبارزه با دیابت در سال ۱۹۹۵ درگذشت.  او تا آخر عمر در ساختمان قدیمی برژنف زندگی می‌کرد. دختر خودش، گالینا، در مراسم تشییع جنازه شرکت نکرد، اگرچه بقیه اعضای خانواده شرکت کردند.